# Новиково (Рассказовский район)
Новиково — посёлок в Рассказовском районе Тамбовской области России. Входит в состав Саюкинского сельсовета.

## География
Посёлок находится в центральной части региона, в лесостепной зоне, в пределах Тамбовской равнины, у реки Ближняя Керша, в 9 км к северо-западу от села Саюкино.

### Климат
Климат характеризуется как умеренно континентальный, с относительно жарким летом и холодной продолжительной зимой. Среднегодовая температура воздуха — 5,4 °С. Средняя температура воздуха самого тёплого месяца (июля) — 19,9 °C (абсолютный максимум — 38,4 °С); самого холодного (января) — −10 °C (абсолютный минимум — −36,9 °С). Безморозный период длится 145—155 дней. Длительность вегетационного периода составляет 180—185 дней Среднегодовое количество атмосферных осадков составляет 525 мм, из которых 342 мм выпадает в период с апреля по октябрь. Снежный покров образуется в последней декаде ноября — начале декабря и держится в течение 125—130 дней.

## История
Впервые упоминается в епархиальных сведениях 1911 года; в нем было 17 крестьянских дворов с населением: мужского пола — 40, женского пола — 61 человек.
По данным Всесоюзной переписи 1926 года посёлок насчитывал 27 домохозяйств с населением 137 жителей.
В 1932 году в посёлке проживало 137 жителей с 20 домохозяйствами.

## Население
| 2010 |
| ---- |
| 4    |

## Инфраструктура
Личное подсобное хозяйство.

## Транспорт
Просёлочные дороги.